# Bannermans wever
Bannermans wever (Ploceus bannermani) is een zangvogel uit de familie Ploceidae (wevers en verwanten). Het is een kwetsbare vogelsoort van de hooglanden in uiterst Oost-Nigeria en in West-Kameroen. De wetenschappelijke (en Nederlandse) naam van de vogel is een eerbetoon aan de Britse ornitholoog David Armitage Bannerman.

## Kenmerken
Deze middelgrote wevervogel is 13 tot 14 cm lang. De vogel is olijfgroen van boven, met een goudgele kruin en nek. De streek rond het oog, de snavel en de keel zijn zwart, gelijkend op een masker. De buik en borst van de vogel zijn eveneens goudgeel van kleur.

## Verspreiding en leefgebied
Deze soort komt voor in montaan bos tussen de 1100 en 2900 m boven zeeniveau in Kameroen en voor een klein deel in aangrenzend Nigeria. Het leefgebied is dicht struikgewas aan de randen van bergbossen, daar waar het bos een meer open karakter heeft.

## Status
Bannermans wever heeft een beperkt verspreidingsgebied en daardoor is de kans op uitsterven aanwezig. De grootte van de populatie werd in 2012 door BirdLife International geschat op 6 tot 15 duizend volwassen individuen en de populatie-aantallen nemen af door habitatverlies. Het leefgebied wordt aangetast door ontbossing waarbij natuurlijk bos wordt gekapt of in brand wordt gestoken en wordt omgezet in gebied voor agrarisch gebruik (vooral begrazing) en menselijke bewoning. Om deze redenen staat deze soort als kwetsbaar op de Rode Lijst van de IUCN.